# Даугава (морской транспорт вооружений)
«Даугава» — морской транспорт вооружений (транспорт-ракетовоз) построен по проекту 1791Р, шифр «Кальмар-3». Заложен на судостроительном заводе «Красное Сормово им. А. А. Жданова», город Горький, под заводским номером 930, вступил в строй 30 декабря 1980 года.

## Разработка
В то время, как ПРТБ пр.323, так и плавпогрузчики пр.771Б, пр.1505 уже не обеспечивали работу с новыми тяжелыми МБР, поступившими на вооружение отечественных ПЛАРБ. Совмещение плавпогрузчика с транспортом ракетного оружия для ПЛАРБ представлялось весьма рациональным. Поэтому к 1964 году в ВМФ СССР были разработаны ТТЗ под конкретные задачи — перевозка, хранение и выдача на ПЛА проекта 667А снаряженных баллистических ракет. Проект морского транспорта-ракетовоза по заданию ВМФ СССР был разработан в городе Севастополь на ЦКБ «Коралл», и получил обозначение 1791, шифр «Кальмар». Главным конструктором проекта стал В. Е. Губанов, а главным наблюдающим от ВМФ СССР — капитан 2-го ранга Н. А. Кривошея.

## Конструкция
МТВ «Даугава» имеет полное водоизмещение 5500 тонн и способен принять на борт 16 МБР или 16 ПКР ОТН общим весом груза 520 тонн. Длина судна составляет 112 метров, а ширина 17,56 метров, осадка — 3,59 метра. Экипаж корабля составляет 64 человека, в том числе 8 офицеров и 12 мичманов.

Для безопасного хранения и транспортировки «изделий», с помощью установок в шахтах трюма поддерживается особый микроклимат, также в шахтах с «изделиями» располагается особая система пожаротушения. Палуба и трюм покрываются по специальной технологии материалом похожим на глазурь.

Для снабжения отряда боевых кораблей МТВ «Даугава» может доставить:
- с 1980 года: Р-29Р, Р-29РЛ для комплекса Д-9РЛ
- с 1982 года: Р-29РК для комплекса Д-9РК
- с 1987 года: Р-29РКУ для комплекса Д-9РКУ
- с 1990 года: Р-29РКУ-01 для комплекса Д-9РКУ-01
- с 2006 года: Р-29РКУ-02 для комплекса Д-9РКУ-02
- с 2008 года: Р-29РМУ2 «Синева» для комплекса Д-9РМУ2

Для передачи снабжения установлена система с двумя крановыми установками грузоподъемностью 3 тонны и 50 тонн. Длина стрелы 50-тонного крана около 45 метров с установленным следящим устройством, обеспечивающим безударную погрузку «изделий» на волнении при взаимной качке ПЛА и транспорта. На задней части крана размещен запасной пост управления (рубка).

В качестве оружия самообороны на транспорте размещаются две спаренные 25-мм АУ 2М-ЗМ.

## История корабля
1981 год — губа Чалмпушка близ Североморска.
1984—1985 годы — ремонт в бухте Сельдевая на Камчатке
Июль 2006 года — Старая Тарья (Вилючинск)
С 2008 по 2009 год МТВ «Даугава» проходил доковый ремонт на ОАО «Северо-Восточный ремонтный центр». В частности, очистка, окраска подводной части корпуса судна, проварка сварных швов, замена корпуса, очистка и продувка воздухом штевневого устройства, очистка якоря и цепи от ржавчины, подварка якорных клюзов, ДМС, замена протекторов, ремонт бортовых килей, проварка сварных швов пера руля, замер зазоров в подшипниках баллера руля, карта обмеров, зашприцовка смазки в подшипник баллера и т. п..
По состоянию на 2015 год — находится в боевом составе Краснознаменного Тихоокеанского флота, с базированием на Вилючинск.